# Juventus Football Club 1995-1996
Questa voce raccoglie le informazioni riguardanti la Juventus Football Club nelle competizioni ufficiali della stagione 1995-1996.

## Stagione

Da sinistra: il nuovo acquisto Vierchowod, il neocapitano Vialli e gli altri volti nuovi Lombardo e Jugović al raduno precampionato

L'organico impostosi nel campionato precedente conobbe nuovi innesti, tra i quali il giovane Pessotto e l'esperto Vierchowod chiamati a puntellare la retroguardia, Jugović a rinfoltire la mediana e Padovano deputato a prima riserva dell'attacco; sfortunato il neoacquisto Lombardo, gravemente infortunatosi nell'amichevole agostana di Cesena contro il Borussia Dortmund (frattura di tibia e perone) e costretto a rimanere ai margini della rosa per gran parte dell'annata.
Lasciò Torino un protagonista della Juventus d'inizio decennio, lo stopper Kohler, ma a destare scalpore fu soprattutto il divorzio dal fantasista e capitano Roberto Baggio, costretto malvolentieri ad accasarsi al Milan per fare spazio all'emergente Del Piero su cui la società decise di puntare per ragioni sia anagrafiche sia economiche: un avvicendamento rivelatosi a posteriori un importante passaggio di consegne, ma che nell'immediato non mancò di suscitare perplessità presso la tifoseria e gli addetti ai lavori, circa il rischio di affidare gran parte delle sorti della squadra a un ventenne che, sia pur promettente, era ancora atteso al definitivo salto di qualità. Sotto il profilo tattico, il nuovo numero dieci bianconero andò a sostituire Baggio posizionandosi in appoggio alle confermate punte Ravanelli e Vialli, quest'ultimo nominato nuovo capitano della squadra.

Antonio Conte stringe nella mani la prima Supercoppa italiana nella storia del club, vinta nell'ennesimo confronto – l'ottavo e ultimo, in poco più di dodici mesi – contro la rivale d'elezione di metà decennio, il Parma

In ambito europeo la Juventus fece il proprio debutto in Champions League cominciando il proprio cammino da un girone nel quale erano inserite Borussia Dortmund, Steaua Bucarest e Rangers: sconfitti i teutonici all'esordio, la compagine sabauda s'impose poi contro i romeni tra le mura amiche e in entrambe le sfide con gli scozzesi, guadagnando anzitempo il passaggio del turno. A complicare la difesa del titolo nazionale soggiunsero invece una pluralità d'incertezze, fattore che precluse agli uomini di Lippi un duello ad armi pari con Milan e Fiorentina; arresasi con entrambe le formazioni capitoline, la squadra bianconera – che pure rifilò una netta manita al Torino nella stracittadina del 3 dicembre 1995 – fallì nell'insidiare meneghini e gigliati durante la fase di andata del campionato.
Nel gennaio 1996 fu comunque incamerata la Supercoppa italiana, l'unico trofeo nazionale sino a quel momento assente dalla bacheca del club: ad affossare il Parma, rivale d'elezione nella stagione passata e finalista uscente in Coppa Italia, contribuì una rete di Vialli. Proprio nella coppa nazionale tuttavia la squadra bianconera, detentrice della Coccarda, già in ottobre aveva pagato una precoce eliminazione nei supplementari del terzo turno per mano dell'Atalanta, futura finalista dell'edizione.
Pur a fronte di un principio di rimonta lanciato nelle battute iniziali della seconda parte di torneo, la Juventus conobbe maggiori fortune sul versante continentale. Nei quarti di finale della Champions League i piemontesi superarono il Real Madrid, riuscendo a ribaltare nel retour match al Delle Alpi, grazie alle reti di Del Piero e Padovano, la sconfitta di misura patita all'andata sul terreno degli iberici. Avversario in semifinale risultò quindi il Nantes-Atlantique, regolato 2-0 nella gara di andata a Torino, parziale che rese ininfluente la sconfitta 2-3 nel ritorno in terra francese; nuovamente ammessa alla finale della massima competizione europea dopo undici anni dal trionfo dell'Heysel, frattanto la Juventus concluse il campionato al secondo posto con 8 lunghezze di ritardo dal Milan scudettato.
Il successo continentale si consumò all'Olimpico di Roma, ai danni dell'Ajax campione d'Europa uscente, che replicò al vantaggio di Ravanelli con un gol di Litmanen: col risultato persistito in equilibrio anche all'overtime, l'epilogo ai tiri di rigore premiò gli italiani, dopo le parate del numero uno bianconero Peruzzi sui tentativi di Davids e Silooy, cui fece seguito la decisiva realizzazione di Jugović.

## Divise e sponsor

La squadra celebra la vittoria della Champions League al termine della finale di Roma contro l'Ajax, giocata con la seconda divisa gialloblù: il trionfo europeo farà definitivamente assurgere la maglia «stellata» tra le più amate dal tifo juventino.

Il fornitore tecnico per la stagione 1995-1996 fu Kappa, mentre lo sponsor ufficiale fu Sony; in quest'ultimo caso, per la prima volta nella sua storia la Juventus optò per un composit sponsor, ovvero mostrare due differenti marchi nel corso di un'unica annata: nella parte iniziale della stessa, sulle divise bianconere riservate all'ambito nazionale comparve infatti, abbinato al logo Sony, anche quello del suo prodotto MiniDisc.
La squadra confermò le uniformi già utilizzate nella precedente annata, solo aggiornate in piccoli aspetti – dettati dall'inserimento dello scudetto, sopra al cuore, e specularmente della coccarda tricolore, a testimonianza del double nazionale realizzato pochi mesi prima –: in particolare nella seconda divisa gialloblù «stellata», rispetto alla stagione 1994-1995 lo stemma societario, per far posto allo scudetto, analogalmente con quanto già accadeva sulla divisa casalinga venne miniaturizzato e spostato all'interno dello scollo del colletto. Venne anche riproposta per il secondo anno di fila una terza divisa giallonera basata sul template della seconda uniforme, ma come già accaduto nella precedente stagione, non fu mai sfoggiata in gare ufficiali dalla formazione piemontese.
| Casa | Trasferta | Terza divisa |

Novità regolamentare della stagione, per la prima volta nella storia del calcio italiano fu introdotta la numerazione fissa, con l'apposizione del cognome dei giocatori sopra ai numeri di maglia che diventavano quindi prestabiliti per l'intera annata. Tale pratica venne adottata in tutte le competizioni della Lega Nazionale Professionisti (Serie A, Coppa Italia e Supercoppa di Lega), mentre in Champions League l'UEFA la impose unicamente per la finale; ciò portò a una discriminante per quanto concerne la seconda divisa gialloblù: mentre nelle mute approntate per le competizioni nazionali i cognomi erano riportati in bianco così come i numeri, alle uniformi utilizzate a Roma contro l'Ajax venne applicata una banda bianca riportante al suo interno, in nero, i cognomi dei calciatori.
| 1ª portiere | 2ª portiere |

## Rosa
| N. |                       | Ruolo | Calciatore                         |
| -- | --------------------- | ----- | ---------------------------------- |
| 1  | Italia (bandiera)     | P     | Angelo Peruzzi                     |
| 2  | Italia (bandiera)     | D     | Ciro Ferrara                       |
| 3  | Italia (bandiera)     | D     | Moreno Torricelli                  |
| 4  | Italia (bandiera)     | D     | Massimo Carrera                    |
| 5  | Italia (bandiera)     | D     | Sergio Porrini                     |
| 6  | Portogallo (bandiera) | C     | Paulo Sousa                        |
| 7  | Italia (bandiera)     | C     | Angelo Di Livio                    |
| 8  | Italia (bandiera)     | C     | Antonio Conte                      |
| 9  | Italia (bandiera)     | A     | Gianluca Vialli (capitano)         |
| 10 | Italia (bandiera)     | A     | Alessandro Del Piero               |
| 11 | Italia (bandiera)     | A     | Fabrizio Ravanelli (vice capitano) |

| N. |                       | Ruolo | Calciatore            |
| -- | --------------------- | ----- | --------------------- |
| 12 | Italia (bandiera)     | P     | Michelangelo Rampulla |
| 13 | Italia (bandiera)     | C     | Giancarlo Marocchi    |
| 14 | Francia (bandiera)    | C     | Didier Deschamps      |
| 15 | Italia (bandiera)     | C     | Alessio Tacchinardi   |
| 16 | Italia (bandiera)     | C     | Luca Fusi             |
| 18 | Jugoslavia (bandiera) | C     | Vladimir Jugović      |
| 19 | Italia (bandiera)     | C     | Attilio Lombardo      |
| 20 | Italia (bandiera)     | D     | Pietro Vierchowod     |
| 21 | Italia (bandiera)     | A     | Michele Padovano      |
| 22 | Italia (bandiera)     | D     | Gianluca Pessotto     |
| 23 | Argentina (bandiera)  | C     | Juan Pablo Sorín      |

## Calciomercato

### Sessione estiva
| Acquisti | Acquisti          | Acquisti           | Acquisti   |
| R.       | Nome              | da                 | Modalità   |
| -------- | ----------------- | ------------------ | ---------- |
| D        | Gianluca Pessotto | Torino             | definitivo |
| D        | Juan Pablo Sorín  | Argentinos Juniors | definitivo |
| D        | Pietro Vierchowod | Sampdoria          | definitivo |
| C        | Vladimir Jugović  | Sampdoria          | definitivo |
| C        | Attilio Lombardo  | Sampdoria          | definitivo |
| A        | Michele Padovano  | Reggiana           | definitivo |

| Cessioni | Cessioni           | Cessioni          | Cessioni   |
| R.       | Nome               | a                 | Modalità   |
| -------- | ------------------ | ----------------- | ---------- |
| P        | Lorenzo Squizzi    | SPAL              | definitivo |
| D        | Robert Jarni       | Real Betis        | definitivo |
| D        | Jürgen Kohler      | Borussia Dortmund | definitivo |
| D        | Alessandro Orlando | Fiorentina        | definitivo |
| A        | Roberto Baggio     | Milan             | definitivo |
| A        | Enrico Fantini     | Cremonese         | prestito   |
| A        | Corrado Grabbi     | Lucchese          | prestito   |

### Sessione autunnale
| Acquisti | Acquisti | Acquisti | Acquisti |
| R.       | Nome     | da       | Modalità |
| -------- | -------- | -------- | -------- |

| Cessioni | Cessioni  | Cessioni | Cessioni   |
| R.       | Nome      | a        | Modalità   |
| -------- | --------- | -------- | ---------- |
| D        | Luca Fusi | Lugano   | definitivo |

## Risultati

### Serie A

#### Girone di andata
| Arbitro: | Bettin (Padova) |

|                                                          |           |             |
| Jugović 17’ Ravanelli 65’, 71’ (rig.) Tentoni 87’ (aut.) | Marcatori | 50’ Maspero |

| Arbitro: | Cesari (Genova) |

|  |           |                                              |
|  | Marcatori | 45’, 86’ Vialli 60’ Torricelli 74’ Ravanelli |

| Arbitro: | Pellegrino (Barcellona Pozzo di Gotto) |

|            |           |  |
| Vialli 21’ | Marcatori |  |

| Cagliari 24 settembre 1995, ore 20:30 CET 4ª giornata | Cagliari         | 0 – 0 referto | Juventus | Stadio Sant'Elia\| Arbitro: \| Bazzoli (Merano) \| |
| Arbitro:                                              | Bazzoli (Merano) |               |          |                                                    |

| Arbitro: | Braschi (Prato) |

|            |           |             |
| Vialli 55’ | Marcatori | 52’ Pecchia |

| Arbitro: | Boggi (Salerno) |

|                    |           |               |
| Simone 7’ Weah 14’ | Marcatori | 81’ Del Piero |

| Arbitro: | Tombolini (Ancona) |

|                                       |           |             |
| Del Piero 39’ Ravanelli 54’ Conte 90’ | Marcatori | 76’ Amoruso |

| Arbitro: | Collina (Viareggio) |

|                                               |           |  |
| Signori 40’ Casiraghi 45+4’, 77’ Rambaudi 71’ | Marcatori |  |

| Arbitro: | Ceccarini (Livorno) |

|              |           |  |
| Bierhoff 73’ | Marcatori |  |

| Arbitro: | Bazzoli (Merano) |

|               |           |  |
| Del Piero 11’ | Marcatori |  |

| Arbitro: | Braschi (Prato) |

|              |           |            |
| Asprilla 45’ | Marcatori | 9’ Ferrara |

| Arbitro: | Nicchi (Arezzo) |

|                                                      |           |  |
| Vialli 3’, 27’, 43’ Ferrara 47’ Ravanelli 67’ (rig.) | Marcatori |  |

| Arbitro: | Boggi (Salerno) |

|                 |           |  |
| Chiesa 41’, 53’ | Marcatori |  |

| Arbitro: | Ceccarini (Livorno) |

|            |           |  |
| Vialli 29’ | Marcatori |  |

| Arbitro: | Collina (Viareggio) |

|  |           |                              |
|  | Marcatori | 45’ Balbo 66’ (aut.) Ferrara |

| Arbitro: | Bolognino (Milano) |

|  |           |                      |
|  | Marcatori | 59’ (rig.) Ravanelli |

| Arbitro: | Racalbuto (Gallarate) |

|                      |           |           |
| Ravanelli 40’ (rig.) | Marcatori | 9’ Protti |

#### Girone di ritorno
| Arbitro: | Stafoggia (Pesaro) |

|                                                   |           |                                                  |
| Peruzzi 23’ (aut.) Maspero 57’ (rig.) Tentoni 77’ | Marcatori | 11’ Vialli 67’ (rig.) Ravanelli 90+3’ Vierchowod |

| Arbitro: | Farina (Novi Ligure) |

|                       |           |  |
| Conte 34’ Ferrara 61’ | Marcatori |  |

| Arbitro: | Messina (Bergamo) |

|                              |           |               |
| Otero 18’ (rig.) Murgita 48’ | Marcatori | 66’ Ravanelli |

| Arbitro: | Pellegrino (Barcellona Pozzo di Gotto) |

|                                                             |           |              |
| Bonomi 10’ (aut.) Ravanelli 22’ Del Piero 79’ Jugović 90+1’ | Marcatori | 89’ Oliveira |

| Arbitro: | Treossi (Forlì) |

|  |           |               |
|  | Marcatori | 81’ Ravanelli |

| Arbitro: | Boggi (Salerno) |

|          |           |          |
| Conte 3’ | Marcatori | 30’ Weah |

| Arbitro: | Farina (Novi Ligure) |

|  |           |                                                     |
|  | Marcatori | 29’, 67’ Del Piero 42’ Lombardo 72’, 90+1’ Padovano |

| Arbitro: | Messina (Bergamo) |

|                                                        |           |                          |
| Deschamps 35’ Chamot 70’ (aut.) Conte 72’ Padovano 83’ | Marcatori | 3’ Favalli 18’ Casiraghi |

| Arbitro: | Bolognino (Milano) |

|                              |           |             |
| Ravanelli 26’ Vierchowod 83’ | Marcatori | 15’ Stroppa |

| Arbitro: | Cesari (Genova) |

|  |           |                    |
|  | Marcatori | 28’ (aut.) Amoruso |

| Arbitro: | Stafoggia (Pesaro) |

|                  |           |  |
| Bucci 63’ (aut.) | Marcatori |  |

| Arbitro: | Ceccarini (Livorno) |

|                |           |                                |
| Rizzitelli 32’ | Marcatori | 47’ (aut.) Sogliano 65’ Vialli |

| Arbitro: | Borriello (Mantova) |

|  |           |                                   |
|  | Marcatori | 1’ Chiesa 57’ Balleri 62’ Seedorf |

| Arbitro: | Nicchi (Arezzo) |

|          |           |                       |
| Ganz 79’ | Marcatori | 4’ Lombardo 55’ Conte |

| Arbitro: | Collina (Viareggio) |

|                           |           |                                  |
| Delvecchio 4’ Moriero 54’ | Marcatori | 62’ (aut.) Cappioli 70’ Padovano |

| Arbitro: | Tombolini (Ancona) |

|               |           |  |
| Deschamps 67’ | Marcatori |  |

| Arbitro: | Messina (Bergamo) |

|                   |           |                                 |
| Protti 45+1’, 85’ | Marcatori | 20’ (aut.) Montanari 69’ Vialli |

### Coppa Italia
| Arbitro: | Beschin (Legnago) |

|                |           |                                                      |
| Bortoluzzi 30’ | Marcatori | 25’ Padovano 44’ Ravanelli 72’ Jugović 76’ Del Piero |

| Arbitro: | Bettin (Padova) |

|            |           |  |
| Gallo 117’ | Marcatori |  |

### UEFA Champions League

#### Fase a gironi
| Arbitro: | Röthlisberger |

|           |           |                                      |
| Möller 1’ | Marcatori | 12’ Padovano 37’ Del Piero 69’ Conte |

| Arbitro: | Gallagher |

|                                          |           |  |
| Di Livio 35’ Del Piero 40’ Ravanelli 49’ | Marcatori |  |

| Arbitro: | Žuk |

|                                            |           |           |
| Ravanelli 15’, 76’ Conte 17’ Del Piero 23’ | Marcatori | 79’ Gough |

| Arbitro: | Çakar |

|  |           |                                                         |
|  | Marcatori | 16’ Del Piero 65’ Torricelli 88’ Ravanelli 90’ Marocchi |

| Arbitro: | Frisk |

|               |           |                     |
| Del Piero 90’ | Marcatori | 29’ Zorc 65’ Ricken |

| Bucarest 6 dicembre 1995, ore 20:30 CET 6ª giornata | Steaua Bucarest | 0 – 0 referto | Juventus | Steaua Stadium (ca 2 700 spett.)\| Arbitro: \| Grabher \| |
| Arbitro:                                            | Grabher         |               |          |                                                           |

#### Fase a eliminazione diretta
| Arbitro: | Röthlisberger |

|                   |           |  |
| Raúl González 20’ | Marcatori |  |

| Arbitro: | Van der Ende |

|                            |           |  |
| Del Piero 17’ Padovano 54’ | Marcatori |  |

| Arbitro: | Gallagher |

|                        |           |  |
| Vialli 49’ Jugović 66’ | Marcatori |  |

| Arbitro: | Puhl |

|                                  |           |                            |
| Capron 44’ N'Doram 69’ Renou 82’ | Marcatori | 17’ Vialli 50’ Paulo Sousa |

| Arbitro: | Díaz Vega |

|                                 |                      |                                   |
| Litmanen 41’                    | Marcatori            | 12’ Ravanelli                     |
| Davids Litmanen Scholten Silooy | Tiri di rigore 2 – 4 | Ferrara Pessotto Padovano Jugović |

### Supercoppa italiana
| Arbitro: | Ceccarini (Livorno) |

|            |           |  |
| Vialli 33’ | Marcatori |  |

## Statistiche

### Statistiche di squadra
| Competizione        | Punti | In casa | In casa | In casa | In casa | In casa | In casa | In trasferta | In trasferta | In trasferta | In trasferta | In trasferta | In trasferta | Totale | Totale | Totale | Totale | Totale | Totale | DR  |
| Competizione        | Punti | G       | V       | N       | P       | Gf      | Gs      | G            | V            | N            | P            | Gf           | Gs           | G      | V      | N      | P      | Gf     | Gs     | DR  |
| ------------------- | ----- | ------- | ------- | ------- | ------- | ------- | ------- | ------------ | ------------ | ------------ | ------------ | ------------ | ------------ | ------ | ------ | ------ | ------ | ------ | ------ | --- |
| Serie A             | 65    | 17      | 12      | 3       | 2       | 32      | 14      | 17           | 7            | 5            | 5            | 26           | 21           | 34     | 19     | 8      | 7      | 58     | 35     | +23 |
| Coppa Italia        | -     | 0       | 0       | 0       | 0       | 0       | 0       | 2            | 1            | 0            | 1            | 4            | 2            | 2      | 1      | 0      | 1      | 4      | 2      | +2  |
| Supercoppa italiana | -     | 1       | 1       | 0       | 0       | 1       | 0       | 0            | 0            | 0            | 0            | 0            | 0            | 1      | 1      | 0      | 0      | 1      | 0      | +1  |
| Champions League    | -     | 5       | 4       | 0       | 1       | 12      | 3       | 5            | 2            | 1            | 2            | 9            | 5            | 11     | 6      | 2      | 3      | 22     | 9      | +13 |
| Totale              | -     | 23      | 17      | 3       | 3       | 45      | 17      | 24           | 10           | 6            | 8            | 39           | 28           | 48     | 27     | 10     | 11     | 85     | 46     | +39 |

### Statistiche dei giocatori
| Giocatore      | Serie A  | Serie A | Serie A     | Serie A    | Coppa Italia | Coppa Italia | Coppa Italia | Coppa Italia | Champions League | Champions League | Champions League | Champions League | Supercoppa italiana | Supercoppa italiana | Supercoppa italiana | Supercoppa italiana | Totale   | Totale | Totale      | Totale     |
| Giocatore      | Presenze | Reti    | Ammonizioni | Espulsioni | Presenze     | Reti         | Ammonizioni  | Espulsioni   | Presenze         | Reti             | Ammonizioni      | Espulsioni       | Presenze            | Reti                | Ammonizioni         | Espulsioni          | Presenze | Reti   | Ammonizioni | Espulsioni |
| -------------- | -------- | ------- | ----------- | ---------- | ------------ | ------------ | ------------ | ------------ | ---------------- | ---------------- | ---------------- | ---------------- | ------------------- | ------------------- | ------------------- | ------------------- | -------- | ------ | ----------- | ---------- |
| M. Carrera     | 20       | 0       | 3           | 1          | 2            | 0            | 0            | 0            | 7                | 0                | 3                | 0                | 1                   | 0                   | 0                   | 0                   | 30       | 0      | 6           | 1          |
| A. Conte       | 29       | 5       | 3           | 0          | 2            | 0            | 0            | 0            | 9                | 2                | 3                | 0                | 1                   | 0                   | 0                   | 0                   | 41       | 7      | 6           | 0          |
| A. Del Piero   | 29       | 6       | 2           | 0          | 2            | 1            | 0            | 0            | 11               | 6                | 1                | 0                | 1                   | 0                   | 0                   | 0                   | 43       | 13     | 3           | 0          |
| D. Deschamps   | 30       | 2       | 3           | 0          | 1            | 0            | 0            | 0            | 8                | 0                | 3                | 0                | 1                   | 0                   | 0                   | 0                   | 40       | 2      | 6           | 0          |
| A. Di Livio    | 32       | 0       | 2           | 0          | 2            | 0            | 0            | 0            | 9                | 1                | 1                | 0                | 1                   | 0                   | 0                   | 0                   | 44       | 1      | 3           | 0          |
| C. Ferrara     | 31       | 3       | 9           | 0          | 1            | 0            | 0            | 0            | 9                | 0                | 1                | 0                | 1                   | 0                   | 1                   | 0                   | 42       | 3      | 11          | 0          |
| L. Fusi        | 0        | 0       | 0           | 0          | 1            | 0            | 0            | 0            | 1                | 0                | 0                | 0                | 0                   | 0                   | 0                   | 0                   | 2        | 0      | 0           | 0          |
| V. Jugović     | 26       | 2       | 3           | 0          | 1            | 1            | 0            | 0            | 8                | 1                | 2                | 0                | 0                   | 0                   | 0                   | 0                   | 35       | 4      | 5           | 0          |
| A. Lombardo    | 13       | 2       | 0           | 0          | -            | -            | -            | -            | 4                | 0                | 0                | 0                | 0                   | 0                   | 0                   | 0                   | 17       | 2      | 0           | 0          |
| G. Marocchi    | 8        | 0       | 0           | 0          | 1            | 0            | 0            | 0            | 7                | 1                | 0                | 0                | 0                   | 0                   | 0                   | 0                   | 16       | 1      | 0           | 0          |
| M. Padovano    | 21       | 4       | 2           | 0          | 1            | 1            | 0            | 0            | 8                | 2                | 1                | 0                | 0                   | 0                   | 0                   | 0                   | 30       | 7      | 3           | 0          |
| A. Peruzzi     | 30       | -26     | 1           | 0          | 0            | 0            | 0            | 0            | 10               | -9               | 0                | 0                | 1                   | 0                   | 0                   | 1                   | 41       | -35    | 1           | 1          |
| G. Pessotto    | 28       | 0       | 1           | 0          | 1            | 0            | 0            | 0            | 10               | 0                | 1                | 0                | 0                   | 0                   | 0                   | 0                   | 39       | 0      | 2           | 0          |
| S. Porrini     | 15       | 0       | 2           | 0          | 2            | 0            | 0            | 0            | 7                | 0                | 0                | 0                | 0                   | 0                   | 0                   | 0                   | 24       | 0      | 2           | 0          |
| M. Rampulla    | 9        | -9      | 0           | 1          | 2            | -2           | 0            | 0            | 1                | 0                | 0                | 0                | 1                   | 0                   | 0                   | 0                   | 13       | -11    | 0           | 1          |
| F. Ravanelli   | 26       | 12      | 0           | 0          | 2            | 1            | 0            | 0            | 7                | 4                | 0                | 0                | 1                   | 0                   | 0                   | 0                   | 36       | 17     | 0           | 0          |
| J. P. Sorín    | 2        | 0       | 0           | 0          | 2            | 0            | 0            | 0            | 1                | 0                | 0                | 0                | 0                   | 0                   | 0                   | 0                   | 5        | 0      | 0           | 0          |
| P. Sousa       | 28       | 0       | 4           | 0          | 0            | 0            | 0            | 0            | 8                | 1                | 0                | 0                | 1                   | 0                   | 0                   | 0                   | 37       | 1      | 4           | 0          |
| A. Tacchinardi | 16       | 0       | 4           | 0          | 2            | 0            | 0            | 1            | 4                | 0                | 0                | 0                | 1                   | 0                   | 0                   | 0                   | 23       | 0      | 4           | 1          |
| M. Torricelli  | 28       | 1       | 3           | 1          | 2            | 0            | 0            | 0            | 8                | 1                | 4                | 1                | 1                   | 0                   | 0                   | 0                   | 39       | 2      | 7           | 2          |
| G. Vialli      | 30       | 11      | 1           | 0          | 0            | 0            | 0            | 0            | 7                | 2                | 0                | 0                | 1                   | 1                   | 0                   | 0                   | 38       | 14     | 1           | 0          |
| P. Vierchowod  | 21       | 2       | 4           | 1          | 1            | 0            | 0            | 0            | 8                | 0                | 0                | 0                | 1                   | 0                   | 0                   | 0                   | 31       | 2      | 4           | 1          |